# Vello abdominal
El término vello abdominal se refiere al vello que crece en el abdomen de los seres humanos y mamíferos, entre el área púbica (vulva o pene) y el tórax (pecho). El crecimiento del vello abdominal sigue el mismo patrón en casi todos los mamíferos, verticalmente arriba desde la zona del pubis y de arriba abajo del tórax hasta el ombligo. El vello del abdomen de los mamíferos es parte del pelaje o la piel.

## En humanos

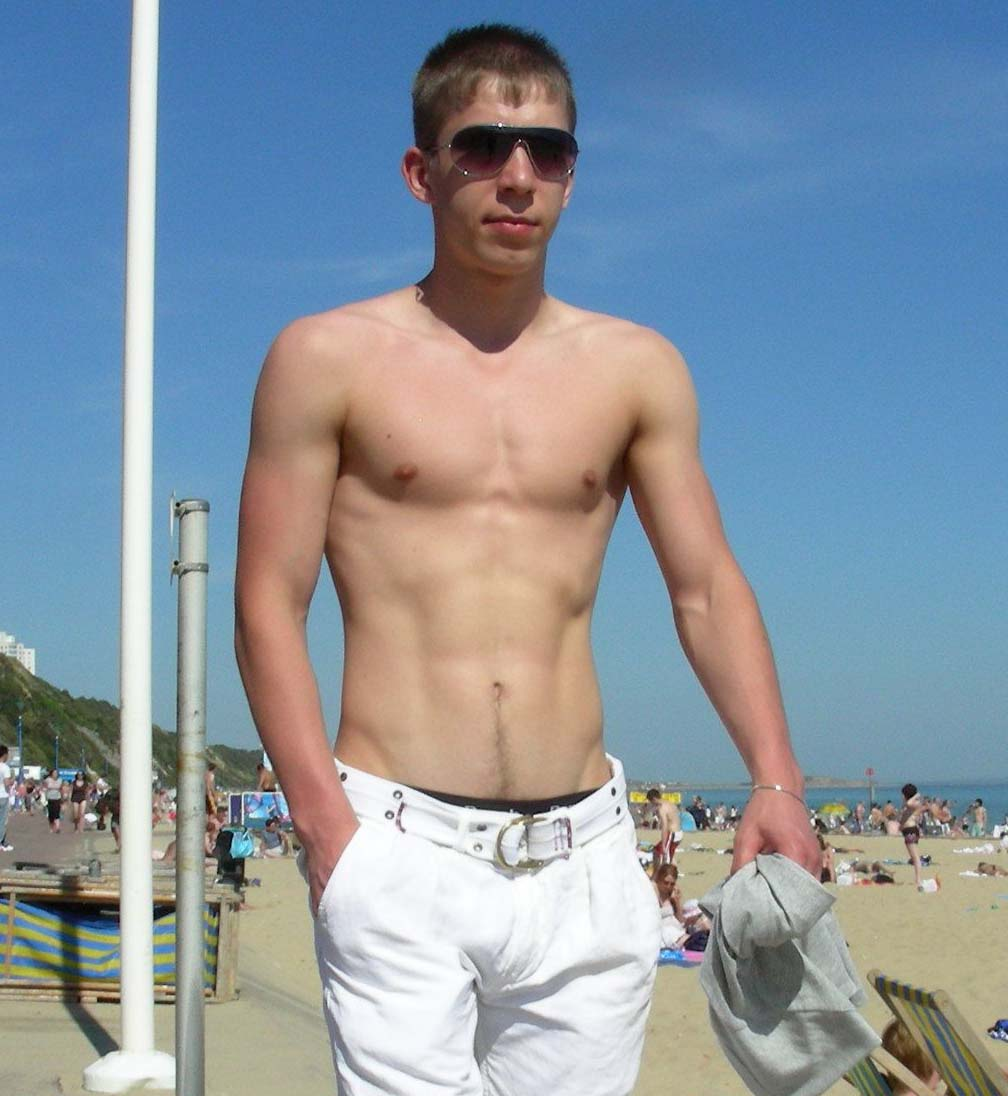
Crecimiento de vello en forma sagital o vertical.

Antes de la pubertad, la región abdominal de los hombres y mujeres está cubierta de vello muy fino. En respuesta a los crecientes niveles de andrógenos (principalmente testosterona) durante y después de la pubertad, la piel del abdomen comienza a producir pelo más grueso, más largo y más pigmentado (pelo terminal). Este proceso afecta principalmente a los hombres. Inicialmente, el pelo crece en una línea vertical desde la zona del pubis hasta el ombligo y desde el tórax hasta el ombligo, Aunque el desarrollo del vello abdominal normalmente comienza durante la pubertad también puede empezar más tarde, entre las edades de 20 y 30 años. En algunos hombres, el pelo abdominal se mantendrá dentro de una línea claramente definida vertical, pero en otros el pelo terminal aparecerá tanto lateral cómo verticalmente, particularmente en el área alrededor del ombligo. Este desplazamiento lateral puede continuar en la edad madura. Un estudio señala que dos de cada tres jóvenes tienen una línea sagital, muy frecuente en jóvenes de 17 años.
Algunas mujeres pueden desarrollar una pequeña línea de pelo de la zona del pubis hasta el ombligo.

## Patrones

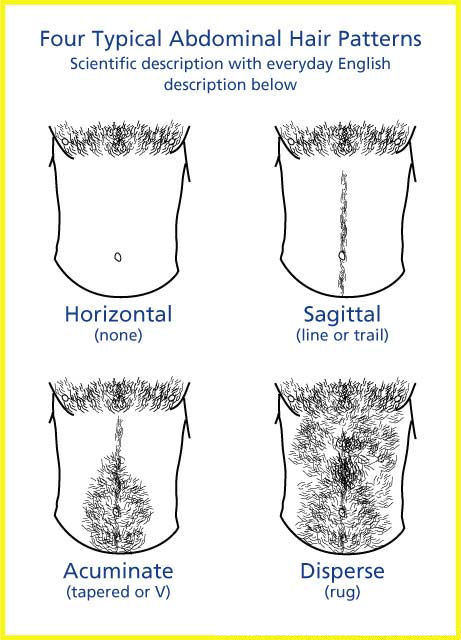
Cuatro patrones típicos de crecimiento del vello abdominal masculino

Diversos estudios de personas de raza blanca han documentado los siguientes patrones generales de vello púbico y abdominal, incluyendo:
- Horizontal - Caracterizado por una superficie superior del vello púbico que termina en una línea horizontal sin pelo que se extienda hasta el abdomen.
- Sagital - similar a la primera, pero con la adición de una estrecha banda vertical de pelo que se extiende desde el vello púbico hacia el ombligo, a menudo llamada coloquialmente 'Camino del tesoro' o 'Happy Trail' (camino a la felicidad).
- Acuminado - Caracterizado por un patrón cónico en forma de V invertida que se extiende hacia arriba desde el vello púbico. El límite superior puede terminar por debajo del ombligo, en el ombligo, por encima del ombligo o cerca del pecho.

- Extendido (o cuadrangular): El pelo se distribuye ampliamente en el abdomen, sin formar un patrón geométrico.

Richard Zickler realizó un estudio en 1997, según el cual un patrón horizontal era más común en las mujeres, con una incidencia de alrededor del 80 por ciento. Este patrón se produjo en el 6% de los hombres, entre ellos el 55% de 13 a 15 años de edad y 28% de los 16 y 17 años de edad. El patrón sagital se encontró en el 44% de los varones menores de 16 años, el 67% de los varones de 16-17 años, el 20% de los varones mayores de 17, y 17% de las mujeres. El patrón acuminado se produjo en aproximadamente el 55 por ciento de los varones y, ocasionalmente, en las mujeres. El patrón disperso se produjo en aproximadamente el 19 por ciento de los varones estudiados.